# Меднис, Арнис
Арнис Меднис (латыш. Arnis Mednis, род. 18 октября 1961) — латвийский джазовый певец, композитор, автор песен, представитель Латвии на конкурсе песни Евровидение 2001.
Начал музыкальную карьеру в 1980 году, став участником группы «Odis». В 1990-х стал победителем музыкального конкурса «Liepājas dzintars», впоследствии также принял участие в фестивалях в Юрмале и Сопоте.
В 2001 году представлял свою страну на Евровидении с песней «Too Much», заняв девятнадцатое место, набрав шестнадцать баллов.
К настоящему времени Арнис стал лауреатом нескольких музыкальных премий, а также выпустил шесть сольных альбомов.
В 2011 перенёс серьёзный инсульт.